# Rubus venetorum
Rubus venetorum är en rosväxtart som beskrevs av David Elliston Allen. Rubus venetorum ingår i släktet rubusar, och familjen rosväxter. Inga underarter finns listade i Catalogue of Life.